# トゥ・パウ
トゥ・パウ（T'Pau）は、シンガーのキャロル・デッカーが率いるシュロップシャー州シュルーズベリーで結成されたイングランドのロック・グループである。1980年代後半にイギリスで一連のトップ40ヒットを記録した。特筆すべきは、「China in Your Hand」「ハート・アンド・ソウル」「バレンタイン」。ヨーロッパでは、1990年代初頭に解散する前にもいくつかの曲がヒットした。デッカーは今でもソロ公演や、1980年代ミュージックを懐古するコンサートにてトゥ・パウ名義で演奏し、2013年にはオリジナル・メンバーであり共同ソングライターであったロニー・ロジャースと25周年記念として行われた英国ツアーで再結成した。

## 略歴
バンドは1986年に結成され、SFシリーズ『宇宙大作戦』（スタートレック）に登場する同名のバルカン人の長老にちなんで名付けられた。この名前を決める前は、レコード会社や出版会社に送られた初期のデモでは、トーキング・アメリカ (Talking America)と呼ばれていた。
彼らの最初のヒットは、1987年リリースの「ハート・アンド・ソウル」であった。当初はイギリスでチャートを上昇していたが、最初にアメリカのBillboard Hot 100チャートでヒットとなり、ペペ・ジーンズの広告に使われて4位になった。数か月後には全英シングルチャートでも偉業を繰り返すこととなった。3枚目のシングル「China in Your Hand」は、イギリスで最大のヒット曲となり、5週間にわたって1位を記録した。他のいくつかのヨーロッパ諸国でもトップの座に達したが、アメリカのチャートにはほとんど影響を与えなかった。デビュー・アルバム『ブリッジ・オブ・スパイズ』（アメリカでは単に『T'Pau』と呼ばれている）も1位になり、イギリスでは4×プラチナの売り上げとなった。このアルバムは、「バレンタイン」、「Sex Talk」（初期のヒット・シングル「Intimate Strangers」のライブ録音）、「I Will Be with You」など、合計5曲のヒット・シングルを生み出した。
1988年には2枚目のアルバム『シークレット・ガーデン』がリリースされ、イギリスで4位を最高位とするプラチナ・ステータスに達したものの、1年前のデビュー・アルバムの成功レベルには至らなかった。本作はイギリスのトップ20シングル「シークレット・ガーデン」を生み出したが、チャートのリターンはこの時点で減少しており、続く2枚のシングルはとても控えめな成功にとどまった。1991年に3枚目のアルバム『ザ・プロミス』 が続いた。イギリスでは10位を最高位とし、シルバー・ディスクを獲得した。トップ20ヒットの1つである「Whenever You Need Me」が含まれていたが、バンドの商業的なピークは過ぎ去り、リリース後に解散した。1993年にリリースされたコンピレーション・アルバム『Heart and Soul – The Very Best of T'Pau』は、UKトップ40に入った。
1997年には別のベスト盤『The Greatest Hits』がリリースされ、デッカーは1998年に新しいスタジオ・アルバム『Red』をリリースするため、新しいラインナップでバンドを再編成した。レコードは商業的に成功したわけではないが、トゥ・パウは半定期的にライブを続けている。アルバムからは、2枚のシングル「With a Little Luck」と「Giving Up the Ghost」がリリースされた。デッカーは2000年代を通じて、『Hit Me, Baby, One More Time』『Just the Two of Us』『The Weakest Link』などのテレビ番組にゲスト出演した。2007年、トゥ・パウの最初の成功から20周年を迎え、ロニー・ロジャースとキャロル・デッカーは、インターネット・ダウンロード専用の新しいシングル「Just Dream」（キャロル・デッカー名義）をリリースしている。2008年、トゥ・パウは「Here and Now」という1980年代を懐古するツアーに参加した。
バンド結成25周年を記念して、デッカーとロジャースは、他のオリジナル・メンバーなしで、2013年春に28日間の英国ツアーに乗り出した。
2015年2月、トゥ・パウは5枚目のスタジオ・アルバム『Pleasure & Pain』をリリースし、ツアーに乗り出した。「Pleasure & Pain」ツアーの最後の8公演は、3月の初めに、デッカーが気管支炎に苦しみ声に損傷を負ったため、キャンセルする必要に迫られた。同じ頃、多くのラジオ局がトゥ・パウの昔のヒット曲ばかり流していて、バンドの新曲を放送してくれないことにもデッカーは苛立ちを感じていた。インタビューで彼女は次のように述べている。「1980年代専門のラジオ局はすべて1980年代のものを再生し、新しいものはかけてくれないので、ラジオで新曲が流れるのはかなり難しいです。実際、彼らは流せないと言っていますし、では若者向けのラジオ局はというと若いアーティストの曲を流す。それは欠点ですし、新しい曲の演奏をラジオで聴くのが面倒です……もっと多くの聴衆に自分たちの音楽を届けられないことに少しイライラします」。この発言にもかかわらず、このアルバムはなんとか98位でチャートに登場し、20年以上ぶりとなる彼らの久々のチャート・アクションとなった。

## メンバー
現在のメンバー
- キャロル・デッカー (Carol Decker) – ボーカル、ソングライター (1986年-1991年、1998年– )
- ロニー・ロジャース (Ronnie Rogers) – リズム・ギター、ソングライター (1986年-1991年、2007年、2013年– )

ツアー・メンバー
- Carsten Moss - キーボード
- James Ashby - リード・ギター
- Kez Gunes - ベース
- Dave Hattee - ドラム
- Odette Adams - バック・ボーカル

旧メンバー
- ティム・バージェス (Tim Burgess) – ドラム、パーカッション (1986年-1991年)
- マイケル・チェットウッド (Michael Chetwood) – キーボード (1988年-1991年)
- ミッフィー・スミス (Miffy Smith) - キーボード (1986年-1987年)
- ポール・ジャクソン (Paul Jackson) – ベース (1986年-1991年)
- タージ・ウィズゴウスキー (Taj Wyzgowski) – リード・ギター (1986年-1987年)
- ディーン・ハワード (Dean Howard) – リード・ギター (1987年-1991年)
- ジェズ・アシャースト (Jez Ashurst) – リード・ギター (1998年)
- ギャヴィン・ドッズ (Gavin Dodds) – トランペット (1998年)
- デイヴ・ハッティー (Dave Hattee) – ドラム、パーカッション (1998年)
- ダン・マッキンナ (Dan McKinna) – ベース (1998年)

## ディスコグラフィ

### スタジオ・アルバム
- 『ブリッジ・オブ・スパイズ』 - Bridge of Spies (1987年)
- 『シークレット・ガーデン』 - Rage (1988年)
- 『ザ・プロミス』 - The Promise (1991年)
- Red (1998年)
- Pleasure & Pain (2015年)

### ライブ・アルバム
- Greatest Hits LIVE (2003年) ※1999年録音
- Live at Montreux (2006年) ※1998年録音

### コンピレーション・アルバム
- Heart and Soul – The Very Best of T'Pau (1993年)
- The Greatest Hits (1997年)

### シングル
- 「ハート・アンド・ソウル」 - "Heart and Soul" (1987年)
- "Intimate Strangers" (1987年)
- "China in Your Hand" (1987年)
- "Bridge of Spies" (1987年)
- 「バレンタイン」 - "Valentine" (1987年)
- "Sex Talk (Live)" (1988)
- "I Will Be with You" (1988)
- 「シークレット・ガーデン」 - "Secret Garden" (1988)
- "Road to Our Dream" (1988)
- "Only the Lonely" (1989)
- "Whenever You Need Me" (1991年)
- "Walk on Air" (1991年)
- "Soul Destruction" (1991年)
- 「オンリー・ア・ハートビート」 - "Only a Heartbeat" (1991年)
- "Valentine" (1993年)
- "Heart & Soul 97" (1997年)
- "With a Little Luck" (1998年)
- "Giving Up the Ghost" (1999年)